# Muzeum Historyczne w Legionowie
Muzeum Historyczne w Legionowie – muzeum założone w 2006 w Legionowie, miejska instytucja kultury.
Placówka została powołana uchwałą Rady Miasta Legionowo z dnia 28 czerwca 2006, w oparciu o istniejące od 10 listopada 2001 roku Zbiory Historyczne Miasta Legionowo, działające w ramach tamtejszego Urzędu Miasta. Siedzibą ekspozycji od początku jest Willa, pochodząca z lat 30. XX wieku, w którym do września 2012 roku prezentowana była wystawa poświęcona historii miasta. Dla celów muzeum, w 2008 roku wzniesiono również nowoczesny pawilon wystawowy, w którym umieszczono zbiory archeologiczne, pochodzące m.in. z badań wykopaliskowych, prowadzonych od 2008 roku na terenie Centrum Szkolenia Policji, oraz wystawę poświęconą dziejom Legionowa w latach 1877–1990. Natomiast w maju 2012 roku otwarto Filię muzeum „Na Piaskach” (al. Sybiraków 23), której siedzibą jest przeniesiony z terenów przy ul. Zegrzyńskiej, odrestaurowany budynek kasyna armii carskiej, pochodzący z 1892 roku.
W muzeum prezentowane są następujące wystawy stałe:
- Willa – wystawa biograficzna, poświęcona Alinie i Czesławowi Centkiewiczom, zawierająca liczne pamiątki po małżeństwie pisarzy i polarników (zdjęcia, dokumenty, publikacje),
- Pawilon – ekspozycja archeologiczna, zawierająca m.in. eksponaty pochodzące z odkrytego na terenie Centrum Szkolenia Policji w Legionowie w 2008 roku cmentarzyska kultury przeworskiej[1], oraz wystawa prezentująca dzieje Legionowa w latach 1877–1990.
- Filia „Piaski” – ekspozycja poświęcona stacjonującym w Legionowie jednostkom wojskowym armii carskiej (1892–1915), niemieckiej (1915–1918) oraz Wojsku Polskiemu II Rzeczypospolitej (do 1939 roku). Ponadto prezentowane są eksponaty związane z okupacją hitlerowską lat 1939–1944 oraz jednostkami Ludowego Wojska Polskiego (1 Armia Wojska Polskiego, 1 Warszawska Dywizja Zmechanizowana im. Tadeusza Kościuszki).

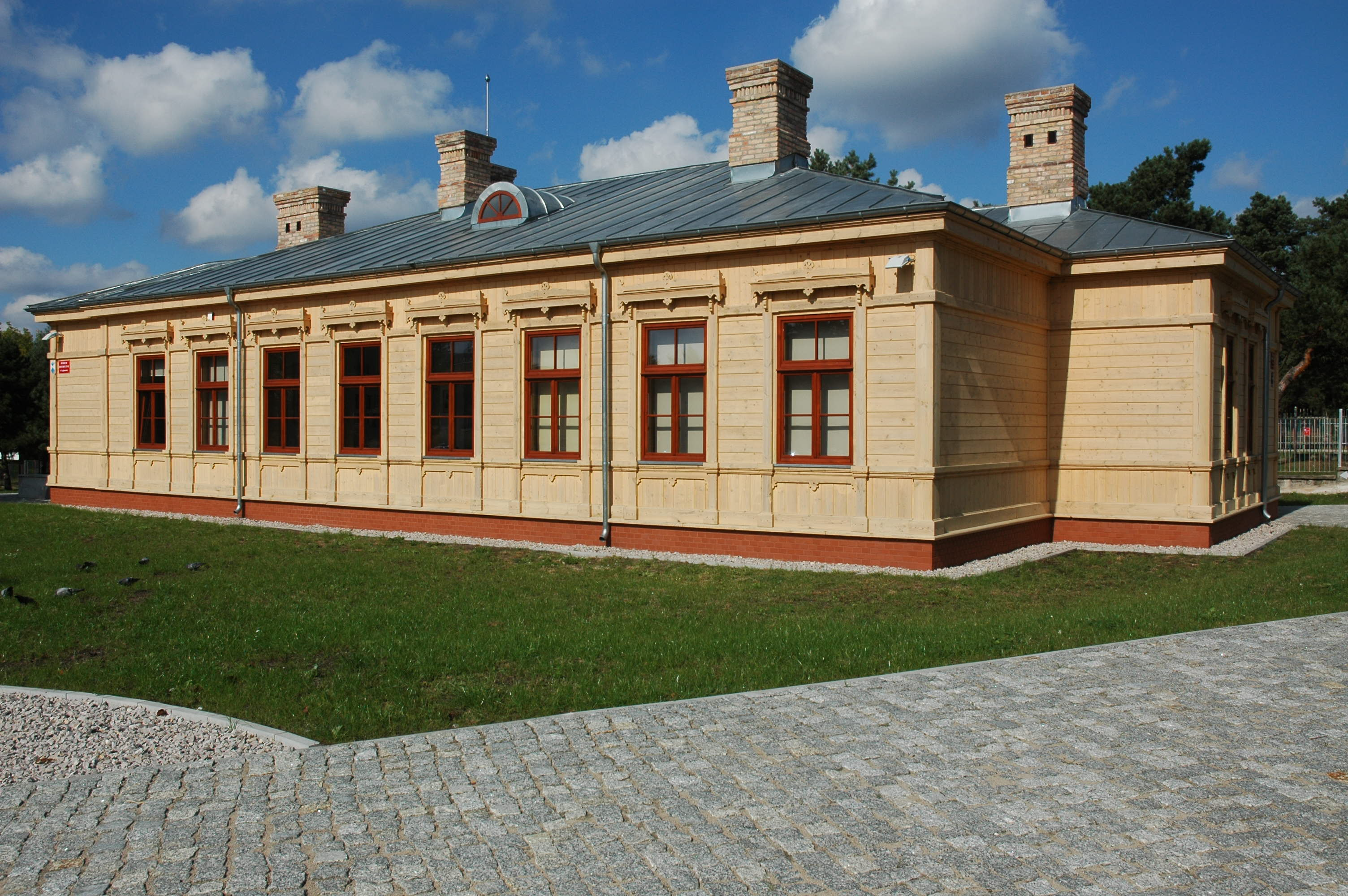
Filia Piaski – dawne kasyno

Muzeum jest obiektem całorocznym, czynnym w dni robocze oraz w drugą i czwartą niedzielę miesiąca (Willa) oraz pierwszą i trzecią niedzielę miesiąca (Filia Piaski).